# Centromerus difficilis
Centromerus difficilis là một loài nhện trong họ Linyphiidae.
Loài này thuộc chi Centromerus. Centromerus difficilis được Wladislaus Kulczynski miêu tả năm 1926.